# Mount Hebron (Kalifornija)
Mount Hebron je naseljeno područje za statističke svrhe u američkoj saveznoj državi Kalifornija. Prema popisu stanovništva iz 2010. u njemu je živjelo 95 stanovnika.